# Уссурийский залив
Уссури́йский зали́в — крупный внутренний залив у северного берега залива Петра Великого Японского моря. Входные мысы — мыс Маячный на острове Шкота на западе и мыс Сысоева (Шкотовский район) на востоке. Длина — 51 км, ширина у входа — 42 км, глубина — до 67 м.
Вследствие самоизоляции Японии и закрытости Японского моря залив Петра Великого долго оставался неизвестным европейцам. В 1851 году в бухте Посьет зимовало французское китобойное судно. В 1852 году Франция направила к берегам юга Приморья фрегат «Каприсьёз» под командованием Гастона де Рокмореля. Он побывал в заливе. Тогда же Уссурийский залив был назван заливом Наполеона. В 1854 году Франция выпустила географическую карту с этим названием.
В 1859 г. берега Приморья обследовала русская экспедиция из 7 судов, которой руководил генерал-губернатор Восточной Сибири Николай Муравьёв-Амурский. Она переименовала ряд географических объектов, названных иностранцами, в том числе своё нынешнее название получил и Уссурийский залив.
С декабря по март Уссурийский залив у северных берегов частично замерзает, ледяной покров незначителен. На берегу залива расположены города Владивосток и Большой Камень, посёлки Емар, Шкотово и Подъяпольское. На западном побережье залива имеется большая курортная зона с пансионатами, санаториями и детскими лагерями. В бухте Лазурная (Шамора) расположен самый популярный и крупный пляж Владивостока. Считается более холодным по сравнению с соседним Амурским заливом.
Популярностью пользуется Бухта Стеклянная, пляж  которой образован окатанными волнами осколками стекла и фарфора.